# Erisdorf
Erisdorf is een plaats in de Duitse gemeente Ertingen, deelstaat Baden-Württemberg, en telt 415 inwoners.

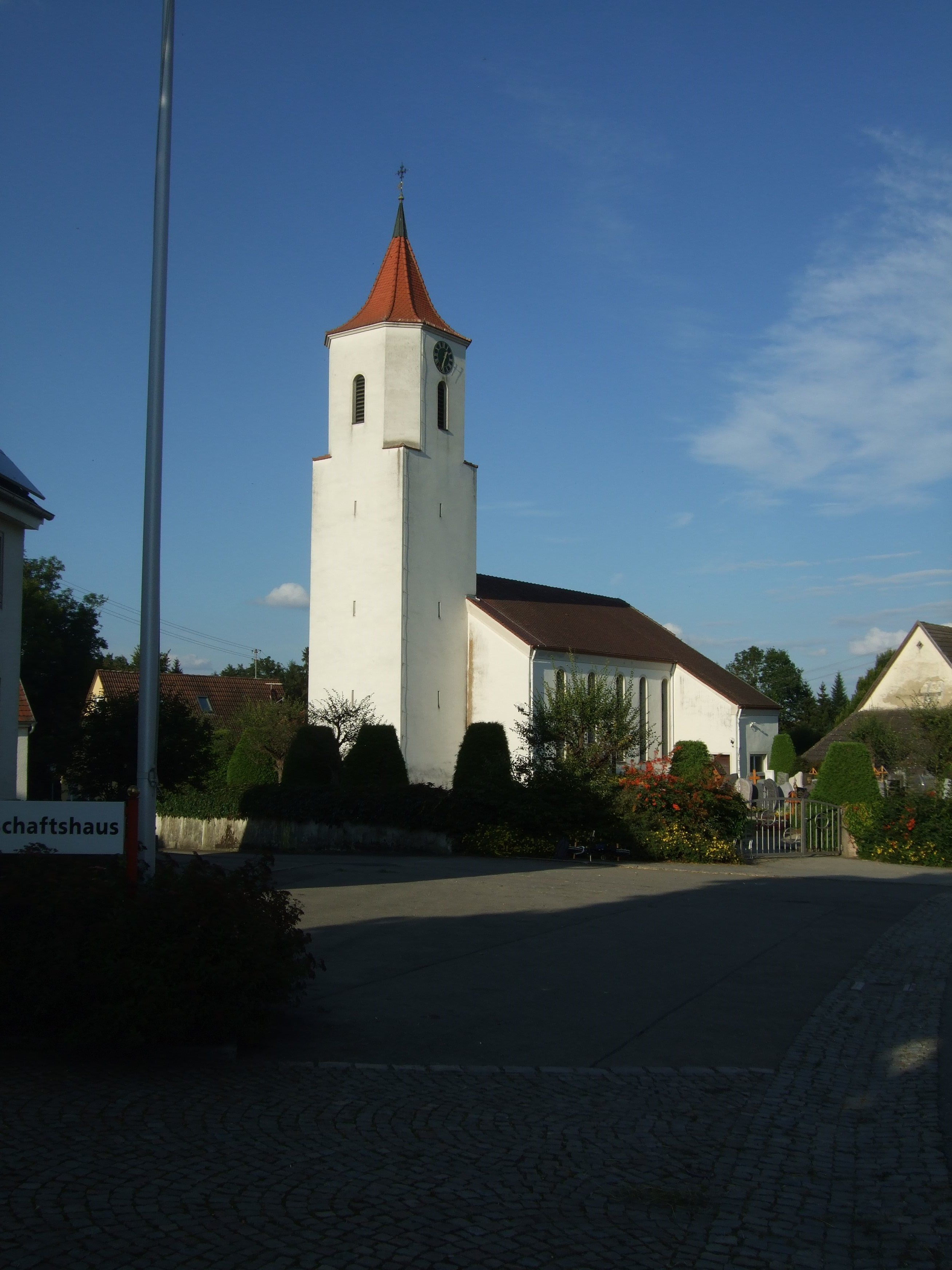
Kerk